# Fonzy
Pour plus de détails, voir Fiche technique et Distribution.
Fonzy est un film français d'Isabelle Doval sorti en 2013. C'est la reprise du film québécois Starbuck de Ken Scott sorti en 2011.

## Synopsis
Il y a vingt ans, Diego Costa a fourni du sperme sous le pseudonyme de « Fonzy » dans le cadre d'un protocole de recherche. Aujourd'hui, livreur et bientôt papa, Diego apprend qu'il est le géniteur de 533 enfants dont 142 veulent savoir qui est Fonzy. Tout dépendra du choix de Diego : rester anonyme ou se dévoiler.

## Fiche technique
Source IMDb
- Titre : Fonzy
- Réalisation : Isabelle Doval
- Scénario : Isabelle Doval, Karine de Demo et José Garcia, d'après le scénario de Starbuck écrit par Ken Scott et Martin Petit
- Musique : André Manoukian et We Were Evergreen
- Photographie : Gilles Henry
- Montage : Guerric Catala
- Décors : Bertrand Seitz
- Costumes : Charlotte David
- Direction artistique : Laure Lepelley-Monbillard
- Production : Alain Pancrazi et Odile McDonald
- Sociétés de production : Made in PM, TF1 Films Production et Studiocanal
- Distribution : France : Studiocanal
- Genre : comédie
- Durée : 103 minutes
- Pays de production :  France
- Langue originale : français
- Format : couleurs
- Date de sortie : France : 30 octobre 2013[2]

## Distribution
Source IMDb
- José Garcia : Diego Costa alias « Fonzy »
- Lucien Jean-Baptiste : Quentin
- Audrey Fleurot : Elsa
- Gérard Hernandez : Ramon Costa
- Laurent Mouton : Enrique Costa
- Alice Belaïdi : Sybille
- Solal Forte : Xavier
- Alison Wheeler : Alix
- Arnaud Tsamere : Maître Chasseigne
- Hugo Dessioux : Marcus
- Douglas Attal : le porte parole
- Marie Béraud
- Vérino : Manuel Costa
- François Civil : Hugo
- François Deblock : Nathan
- Marvin Martin : lui-même
- Guillaume Juliot
- Gary Mihaileanu : Diego jeune
- Guillaume Sentou : Le vendeur de poussettes
- Yves Pignot : Le patron du café
- Mathieu Delarive : L'automobiliste en colère
- Luce Mouchel : La directrice du centre pour handicapés
- Romain Lancry : Le livreur de pizza
- Bertrand Usclat : Bertrand

## Anecdotes
- Fonzy est une reprise du film canadien (québécois) Starbuck de Ken Scott, qui avait connu un succès inattendu en 2011. En parallèle au projet français, Ken Scott adapte lui-même son film dans le projet américain intitulé The Delivery Man avec Vince Vaughn[3].
- Isabelle Doval réalise ici son troisième film. Elle dirige José Garcia, son mari à la ville, comme acteur principal du film[4].

## Sortie et box-office
| Pays              | Sortie          | Distributeur         | Box-office |
| ----------------- | --------------- | -------------------- | ---------- |
| France            | 30 octobre 2013 | Studio Canal         | 415 900    |
| Allemagne         | 10 juillet 2014 | Studio Canal Germany |            |
| Belgique          | 30 octobre 2013 | uDream               |            |
| Royaume-Uni       | 24 janvier 2014 | Studio Canal UK      |            |
| Suisse alémanique | 30 octobre 2013 | Frenetic Films       |            |
| Suisse romande    | 24 octobre 2013 | Frenetic Films       |            |

## Accueil critique
Dans l'ensemble, Fonzy reçoit un accueil mitigé.
Sur le site d'Allociné, il reçoit des critiques mitigées. La presse lui donne une moyenne de 2,4/5 basée sur 12 critiques presse. Les spectateurs lui donnent une moyenne de 2,2/5 au 30 janvier 2022 pour 2083 notes.
Sur le site d'IMDb, il obtient la note de 4,8/10.
Sur le site de Metacritic, il obtient un Metascore de 55/100 basée sur 5 avis.
Le site de Rotten Tomatoes, lui donne un taux d'approbation de 67% basée sur 6 votes.